# Якоб Сіхасале
Якоб Сіхасале (індонез. Jacob Sihasale, нар. 16 квітня 1944, Амбон — пом. 7 липня 1983, Джакарта) — індонезійський футболіст, який грав на позиції нападника. Вважається одним із найкращих нападників національної збірної Індонезії за всю її історію, та з 23 забитими м'ячами займає 8 місце в списку бомбардирів індонезійської збірної за всю її історію, і з 70 проведеними матчами займає 5 місце за проведеними матчами у складі збірної Індонезії.

## Клубна кар'єра
Сіхасале почав грати у футбол в 1958—1960 роках у складі команди ПСА (Амбон). У 1961 році він переїхав до Сурабаї, та грав у складі місцевої команди «Ассьябааб» до 1966 року. Після цього протягом 2 років він грав у складі «ПСАД Кодам IX», після чого став гравцем «Пардедетекс» (Медан), у 1970 році повернувся до Сурабаї, де став гравцем клубу «Персебая». У складі «Персебая» він у 1971 та 1973 роках виходив до фіналу ліги Персерікатан, в яких команда із Сурабаї поступалась «Медану» та «Персіджі». За свою кар'єру футболіста він забив понад 100 голів. Після травми ноги в товариському матчі між «Персебаєю» та «Аскотом» з Австралії наприкінці 1975 року в Сурабаї Сіхасале залишив футбол.

## Виступи за збірну
Найбільші успіхи Якоба Сіхасале припадали між 1966 і 1974 роками, коли грав у національній збірній Індонезії з футболу на різних турнірах, включаючи: Кубок Короля 1968 року та Кубок Короля 1969 року в Бангкоку, Золотий кубок Ага-Хана 1968 року в Пакистані, Кубок Мердека 1969 року в Куала-Лумпурі.
У 1966 році Сіхасале обрали до азійської команди всіх зірок разом із Соетджіпто Соенторо, Максом Тіміселою, Ісваді Ідрісом та Абдулом Кадіром. Вони вважались найшвидшим квартетом нападників в Азії того часу.
Якоб Сіхасале також приніс Індонезії перемогу на Джакартському ювілейному турнірі 1972 року, коли у фіналі Індонезії вдалося перемогти Південну Корею з рахунком 5–2. На цьому турнірі Індонезія обіграла Шрі-Ланку з рахунком 8–0, і в тому матчі Сіхасале забив 3 голи.